# 阿索洛 (特雷维索省)
阿索洛（義大利語：Asolo），是意大利威尼托大区特雷维索省的一个市镇。总面积25.24平方公里，人口9270人，人口密度367.3人/平方公里（2009年）。国家统计（ISTAT）代码为026003。